# Nipo-brasileño

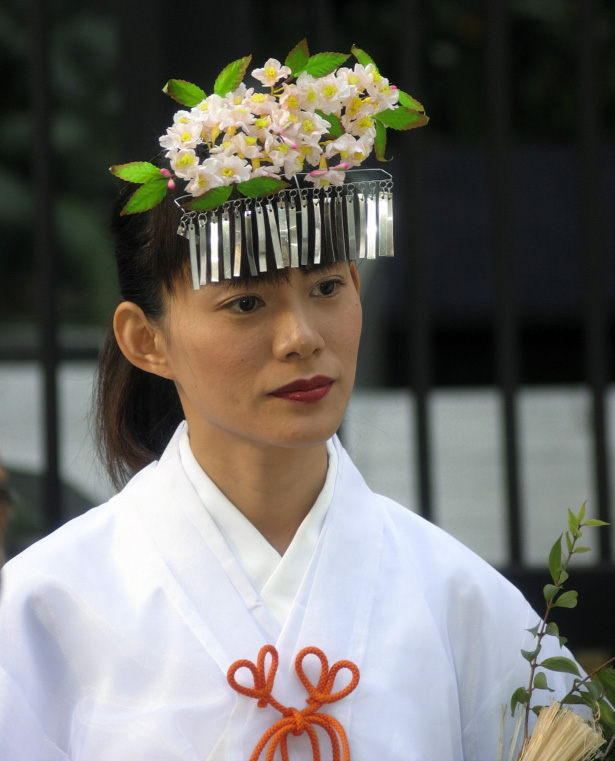
Joven brasileña de ascendencia japonesa durante una celebración sintoísta en Curitiba.

Un nipo-brasileño (日系ブラジル人 nikkei burajiru-jin en japonés; nipo-brasileiro en portugués) es un ciudadano brasileño de origen nipón o de inmigrantes japoneses que viven en Brasil. Brasil es el país latinoamericano que ha recibido a los inmigrantes japoneses más étnicos, también tiene la población japonesa más grande fuera de Japón, numerando cerca de 2 millones de personas con ascendencia nipona en Brasil.

## Historia

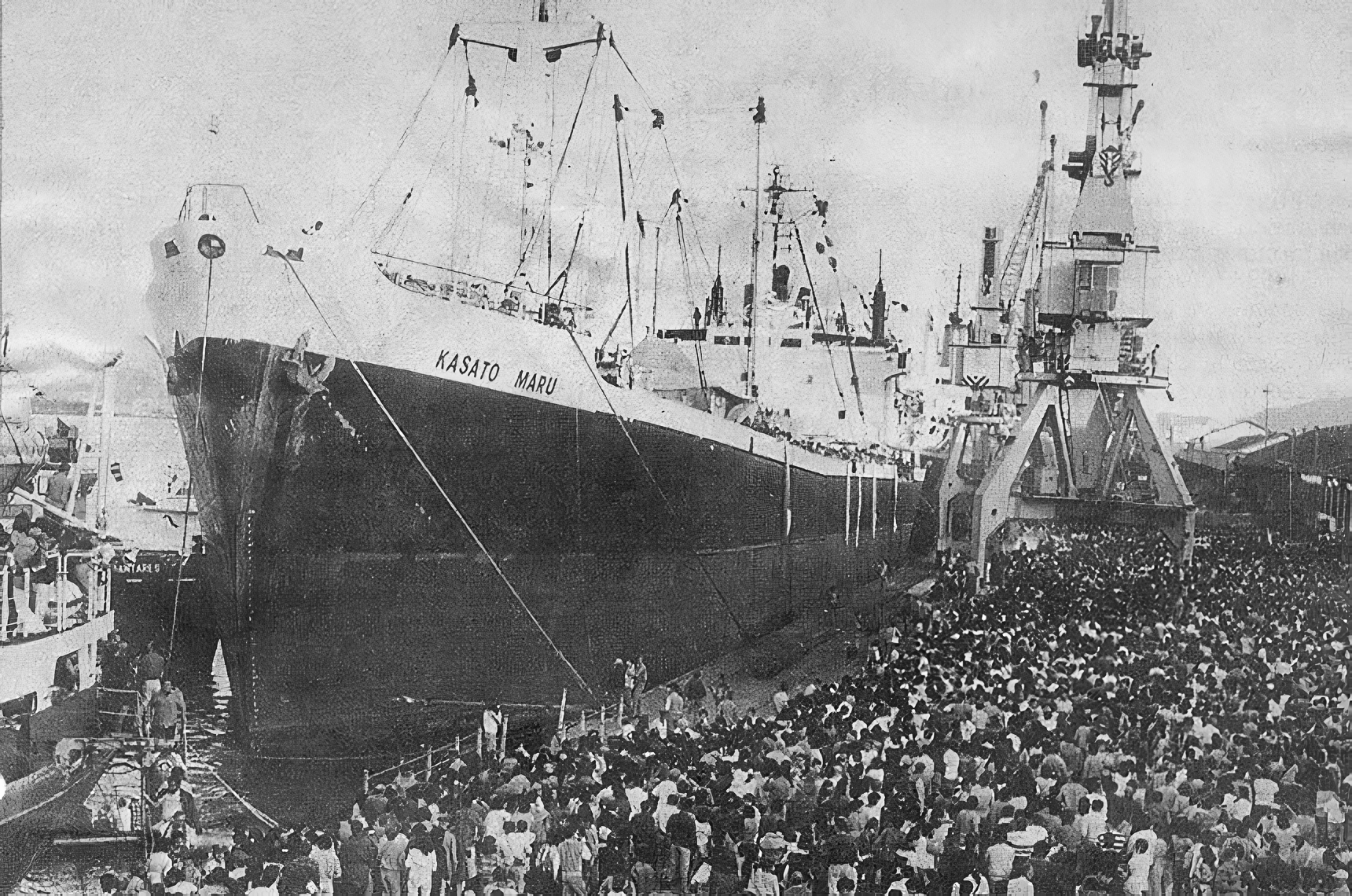
El barco Kasato Maru trajo los primeros inmigrantes japoneses al Puerto de Santos en 1908

Los primeros inmigrantes japoneses (791 personas - sobre todo agricultores) llegaron a Brasil en 1908 en el Kasato Maru, desde el puerto japonés de Kōbe, moviéndose a Brasil en busca de mejores condiciones de vida. Muchos de ellos, junto con inmigrantes chinos, se hicieron trabajadores para granjas de café. Entonces, Brasil experimentaba una escasez de labradores y dio vuelta a inmigrantes europeos y luego a un influjo de trabajadores japoneses para satisfacer esta demanda. Como en otras partes del mundo, los primeros y segundos descendientes de estos inmigrantes son mencionados como nisei y sansei, respectivamente. Algunos japoneses en el país se casaron con brasileños, un modelo que todavía sigue, y en realidad, algunos brasileños japoneses son también de ascendencia europea, africana o amerindia, contribuyendo a la población étnica muy diversificada de Brasil.
Durante la Segunda Guerra Mundial, Brasil cortó relaciones con Japón. Los periódicos japoneses y la enseñanza en escuelas fueron prohibidos, dejando al portugués como la única opción para descendientes de japoneses. También se aconsejó que los periódicos en alemán o italiano cesaran la producción, por ser Alemania e Italia los aliados de Japón en la guerra. Cuando el conflicto había terminado, muchos refugiados japoneses decidieron instalarse en Brasil, creando así una comunidad japonesa grande. Los brasileños de segunda generación o más altos son, a menudo, monolingües en portugués, por lo general tomando clases de inglés en la escuela. Algunas escuelas japonesas proporcionan la educación en japonés y portugués.
Durante los años 1980, la situación económica japonesa mejoró y consiguió la estabilidad. Muchos nipo-brasileños (incluso un poco de la pendiente variada) fueron a Japón como trabajadores de contrato debido a problemas económicos y políticos en Brasil, y ellos fueron llamados "dekasegi". Las visas de trabajo fueron ofrecidas a dekasegis brasileños en 1990, animando más la inmigración japonesa de Brasil.
El influjo de descendientes de japoneses en Brasil a Japón era y sigue siendo grande: hay más de 270,000 brasileños japoneses que viven en Japón hoy. Ellos también constituyen el número más grande de lusoparlantes en Asia, mayor que aquellos de Timor Oriental (antes portuguesa), Macao y Goa juntos. Sin embargo, Brasil mantiene su estado como en casa a la comunidad japonesa más grande fuera de Japón. La comunidad japonesa en Brasil (notablemente en el distrito de Liberdade de São Paulo) es muy grande y profundamente arraigada. En términos de religión, la mayor parte de los brasileños japoneses son cristianos, notablemente católicos, aunque aproximadamente el 25 % son seguidores del budismo zen (los japoneses se convirtieron en los primeros pobladores budistas y sintoístas en Brasil).

## Jiu Jitsu Brasileño
Los emigrantes japoneses a Brasil introdujeron el Judo. El deporte fue desarrollado en Brasil y se bifurcó lejos para hacerse conocido como Jiu-Jitsu Brasileño.